# The Old Oak
The Old Oak is een Brits-Frans-Belgische film uit 2023, geregisseerd door Ken Loach en geschreven door Paul Laverty.

## Verhaal
Cafébaas TJ Ballantyne heeft moeite om zijn pub open te houden in een voorheen bloeiende mijnbouwgemeenschap in County Durham. Het is de enige overgebleven openbare ruimte waar mensen in de stad elkaar nog kunnen ontmoeten. Ondertussen lopen de spanningen op in de stad wanneer Syrische vluchtelingen daar worden ondergebracht, maar Ballantyne sluit vriendschap met Yara, een van de vluchtelingen.

## Rolverdeling
| Acteur            | Personage      |
| ----------------- | -------------- |
| Dave Turner       | TJ Ballantyne  |
| Ebla Mari         | Yara           |
| Debbie Honeywood  | Tania          |
| Andy Dawson       |                |
| Reuben Bainbridge |                |
| Rob Kirtley       |                |
| Chris Gotts       | Jaffa          |
| Lloyd Mullings    | Garry's vriend |
| Joe Armstrong     | Joe            |

## Productie
De film werd opgenomen in het noordoosten van Engeland. De filmopnames begonnen in mei 2022 en duurden zes weken. Filmlocaties in County Durham waren onder meer Murton, Horden en Easington. De pub in Murton die tijdens het filmen The Old Oak werd, was een niet meer gebruikte pub die voorheen bekend stond als The Victoria.
De 87-jarige Ken Loach vertelde in april 2023 aan The Hollywood Reporter dat het "waarschijnlijk" zijn laatste speelfilm zal zijn.

## Release en ontvangst
The Old Oak ging op 26 mei 2023 in première in de officiële competitie van het Filmfestival van Cannes. De film kreeg gemengde kritieken van de filmcritici, met een score van 71% op Rotten Tomatoes, gebaseerd op 7 beoordelingen. De film werd bekroond met de publieksprijs op het Film Fest Gent 2023.

## Prijzen en nominaties
De belangrijkste:
| Jaar | Prijs                       | Categorie                  | Genomineerde(n)            | Uitslag     |
| ---- | --------------------------- | -------------------------- | -------------------------- | ----------- |
| 2024 | British Academy Film Awards | Uitzonderlijke Britse film | Uitzonderlijke Britse film | Genomineerd |
| 2023 | Film Fest Gent              | Publieksprijs              | Ken Loach                  | Gewonnen    |
| 2023 | Filmfestival van Cannes     | Gouden Palm                | Ken Loach                  | Genomineerd |